# Шмидт, Франк
Франк Шмидт (нем. Frank Schmidt, родился 3 января 1974 года, Хайденхайм-ан-дер-Бренц, Баден-Вюртемберг, ФРГ) — немецкий футболист и тренер, выступавший на позиции защитника. В настоящее время возглавляет футбольный клуб «Хайденхайм».

## Клубная карьера
Шмидт родился 3 января 1974 года в городе Хайденхайм-ан-дер-Бренц. Карьеру игрока начал в резервном составе клуба «Нюрнберг» в 1992 году. Дебют Франка за основу команды состоялся в игре первого раунда Кубка Германии 1992/93, когда он вышел на замену Хансу Дорфнеру в матче против любительского клуба «Остерхольц». Этот матч, однако, оказался для Шмидта единственным за основной состав «Нюрнберга», а в 1994 году защитник окончательно покинул клуб, перейдя в выступавший в Оберлиге Бавария «Фестенбергсгройт».
В первый сезон после прихода Шмидта коллектив сумел повыситься в классе, выйдя в Региональную лигу, а год спустя «Фестенбергсгройт» со Шмидтом в составе совершил сенсацию, обыграв мюнхенскую «Баварию» со счетом 1:0 в первом раунде Кубка Германии 1994/1995. В 1996 году «Фестенбергсгройт» объединился с командой «Фюрт», образовав таким образом новый клуб «Гройтер Фюрт».
Первоначально Шмидт остался игроком новообразованной команды, однако в 1997 году покинул ее, так как ему было сложно пробиться в основу коллектива. Затем он в том же году уехал в Австрию, став игроком местной команды «Винер Шпорт-Клуб», где в итоге за полгода провел 13 матчей и забил 3 мяча. После этого он ушел из клуба, подписав контракт с венским «Ферстом», где отыграл год во втором дивизионе, прежде чем вернуться в Германию и подписать соглашение с ахенской «Алеманнией». В первом сезоне после перехода Шмидта клуб выиграл Региональную лигу и поднялся во Вторую Бундеслигу. 
Франк был постоянным игроком стартового состава клуба, пока травма, полученная в матче против берлинской «Теннис Боруссии», не вывела его из строя почти на весь 2000 год. Защитник вернулся в строй во второй половине сезона 2000/01 и в начале был игроком стартового состава, однако последовавшие затем подписания ряда новых футболистов вынудили игрока покинуть команду в январе 2003 года и перейти в выступающий во втором дивизионе «Вальдхоф» из Мангейма, поначалу выходя исключительно на замену. По итогам сезона команда вылетела в третий дивизион, а Шмидт ушел из клуба. После этого он перешел в клуб из родного города «Хайденхайм», игравший в тот период в Фербандслиге. С приходом Шмидта команда сумела выйти в Оберлигу Баден-Вюртемберг. Он играл на этом уровне еще три года, каждый раз попадая в пятерку лучших игроков по итогам сезона, был капитаном команды, завершил карьеру в конце сезона 2006/07.

## В сборной
Шмидт был вызван в сборную Германии до 21 года на молодежный чемпионат мира по футболу 1993 года, проходивший в Австралии. Он появился на турнире лишь в одном матче, заменив Карстена Янкера во встрече в рамках группового этапа турнира против Ганы (2:2).

## Тренерская карьера
В 2007 году Шмидт начал тренерскую деятельность, возглавив «Хайденхайм» после увольнения предыдущего наставника команды Дитера Маркле. В своем первом сезоне на посту главного тренера он занял с клубом четвертое место в турнирной таблице, дающее право на повышение в Региональную лигу «Запад». Сезон спустя «Хайденхайм» стал победителем Региональной лиги «Запад» и перешел в Третью лигу. В сезоне 2013/14 клуб выиграл турнир Третьей лиги и получил право выступать во Второй Бундеслиге. 
Спустя 9 лет, 28 мая 2023 года, Шмидт впервые в истории команды вывел ее в высший дивизион немецкого футбола, став чемпионом Второй Бундеслиги после победы со счетом 3:2 над «Яном» из Регенсбурга, причем победный гол был забит на 98-й минуте игры.

## Личная жизнь
Имеет диплом в области банковского дела. Женат на медсестре, у них двое дочерей. В 2013 году сыграл одну из главных ролей в документальном фильме Trainer! Алёши Паузе.